# Joachim Neander

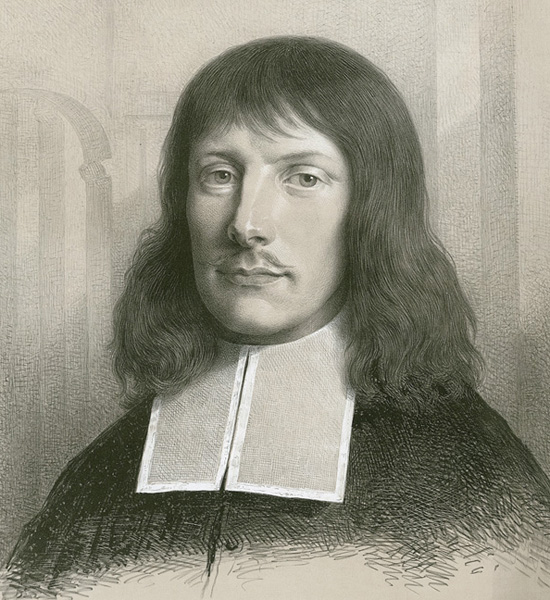
Joachim Neander (1650–1680); 19e-eeuwse litho naar een verloren gegaan schilderij

Glas-in-loodvenster in de Bremer Martini-Kerk met Joachim Neander aan het orgel

Joachim Neander (Bremen, 1650 – aldaar, 31 mei 1680) was een Duitse gereformeerde predikant en  componist/tekstdichter. Naar hem werd het Neanderdal genoemd, waaraan later de daar gevonden prehistorische mens neanderthaler zijn naam zou ontlenen.
Hij kwam uit een Duitse domineesfamilie, die volgens de toenmalige mode de achternaam Neumann vergriekste tot Neander.
Van 1674-1679 was hij rector van het gymnasium in Düsseldorf.